# 1038
| 1038               |
| ------------------ |
| Dødsfald - Fødsler |
|                    |

| Gregoriansk kalender | 1038 MXXXVIII           |
| Ab urbe condita      | 1791                    |
| Armensk kalender     | 487 ԹՎ ՆՁԷ              |
| Kinesiske kalender   | 3734 – 3735 丁丑 – 戊寅 |
| Etiopisk kalender    | 1030 – 1031             |
| Jødisk kalender      | 4798 – 4799             |
| Hindukalendere       |                         |
| - Vikram Samvat      | 1093 – 1094             |
| - Shaka Samvat       | 960 – 961               |
| - Kali Yuga          | 4139 – 4140             |
| Iransk kalender      | 416 – 417               |
| Islamisk kalender    | 429 – 430               |

Konge i Danmark: Knud 3. Hardeknud 1035-1042
Se også 1038 (tal)